# Антіох (тагос)
Антіох (грец. Ἀντίοχος; д/н — бл. 520 до н. е.) — 4-й тагос (верховний вождь) Фессалійського союзу.

## Життєпис
Походив з роду Ехекратидів, молодшої гілки Алевадів. Син Ехекратида II, правителя Фарсалу, та Дізериди з Краннону. Про нього обмаль відомостей. Можливо народився в Ларисі.
Ймовірно через гультяйський спосіб життя його вуйко Скопас II, тагос Фессалії, став втрачати вплив. Тому було вирішено для збереження впливу роду передати посаду родичу. Вибір впав на Антіоха, що свідчить про чималий політичний та військовий досвід й авторитет останнього на той час. Був покровителем поетів Анакреонта і Сімоніда
Загинув близько 520 року до н. е. під час бенкету Скопаса II, коли обвалився дах на усіх гостей. Його оплакував в своєну ртрені поет Сімонід. Влада тагоса дісталося Кінеаду.

## Родина
Дружина — Таргелія, донька Гагесагора з Мілету
Діти:
- Ехекратид III, тагос Фессалії